# 莊徵華
莊徵華（1926年—2008年），臺灣南投縣人，醫生、公共衛生學家，在任臺灣省瘧疾研究所所長期間使臺灣成為亞洲第一個無瘧疾的地區，後被世界衛生組織延攬，至南美洲各國、沙烏地阿拉伯撲滅瘧蚊，為第九屆醫療奉獻獎特殊貢獻獎得主。

## 生平

### 早年經歷
莊徵華為1926年出生於南投，就讀臺灣總督府臺北高等學校時成績優秀，遂直升臺北帝國大學醫學部。
莊徵華父親莊灯則是臺灣總督府醫學校畢業，為南投知名的醫師，開設內科、小兒科也兼看牙科。臺灣因橫跨熱帶與亞熱帶之間，氣候溫暖，瘧蚊及寄生在瘧蚊體內的源蟲很容易繁殖，引發瘧疾。莊徵華見到父親在二戰來臨前就先向國外訂購許多瘧疾用藥，存放了大半個房間，戰爭爆發時就救了不少人，因此影響了莊徵華日後投入公衛領域。
二戰期間，1945年2月，莊徵華和同學被編成隊伍駐守五股山上挖戰壕對抗盟軍空襲。當年8月日本投降，莊徵華回到學校繼續就讀。二二八事件時，他逃回南投鄉下，因而結識當時南投國小女教師林淑女，成為他日後的妻子。
1949年，莊徵華從國立臺灣大學醫學院畢業，選擇進入臺大醫院小兒科服務。他當了一年無給職的住院醫師，目睹上門求醫的病童，多數靠自己免疫力恢復，不能醫的就只能眼看著他們一一結束短暫人生，深覺做為醫師，能做的有限，寧可從改善衛生環境做起。這時，他從擔任臺灣省瘧疾研究所主任的學長謝獻臣得知需要醫師服務，決定改變人生方向，踏入抗瘧防疫。當時臺灣一年的瘧疾病例，多達120萬例。如戰後留在臺灣日月潭紅茶改良場工作的新井耕吉郎，就因瘧疾在1946年去世。因此洛克斐勒基金會與政府合作，在屏東潮州成立了臺灣瘧疾研究中心，指導防疫工作。

### 踏入抗瘧
1950年5月1日，莊徵華到瘧疾研究所報到，他先為學童做脾腫檢查，並在該所門診為民眾診治瘧疾。
瘧疾研究所為了研究蚊子，需要人體當釣餌，由於新來的莊徵華長得白白胖胖，又好說話，便被公推出來當「兔子」。他每天傍晚收工後，便趕緊把自己洗乾淨，服下防瘧藥奎寧，裸上身坐在樹下吸引蚊蟲。同事則拿著袋子等候抓蚊子。這時，另有一團也駐紮在山上的工程隊裡的一名工程師，覺得餵蚊子頗有意義，每天也打著赤膊前來陪同。莊徵華回憶，大概工程隊勞力流汗多，那位工程師每天的誘蚊量是他的五倍，令他心中頗不是滋味。
之後莊徵華到常派往山區、偏鄉調查瘧疾的流行狀況。如1953年，他以瘧疾研究所基隆分所主任身分來宜蘭縣調查羅東鎮、五結鄉、宜蘭市、壯圍鄉脾腫情形，檢查結果，患脾腫學生竟達16.22%。

### 根絕瘧疾
1952年開始，瘧疾研究所在旗山鎮做DDT的家屋殘餘噴射以撲瘧，之後從1952至1957年，臺灣全面施行噴射攻擊瘧蚊。1958年7月，開始推行瘧疾監視五年計劃。1958至1964年，進入抗瘧肅清期，最後全臺灣剩下二十一個鄉鎮還有將近五百多個殘留個案，為了全面投藥必須找出每一個殘留帶原者徹底根治。
對臺灣能這麼短時間大幅降低瘧疾，莊徵華認為日治時期臺灣已設立一百八十五座瘧疾防治所，後來都轉型成為地方衛生所，哪個鄉鎮有瘧疾病例，病患就得按月驗血在警察面前服藥，這樣確實的追蹤、服藥，因此加快了防治腳步。1963年，他接任瘧疾研究所所長，帶領全所工作人員百分之百根除瘧疾。欲獲得世界衛生組織證明瘧疾根除的基本條件有二：一是該地區內已無「當地新染」的瘧疾發生，一是基層衛生機構如鄉鎮衛生所防瘧組織健全。
1964年3月6日，莊徵華以所長身分在嘉義縣政府會議廳表示瘧疾研究所撲瘧成果已獲國際重視，時任世界衛生組織撲瘧局局長阿爾瓦拉多特別表示讚揚，琉球八重山保健所也仿效台灣撲瘧計劃。臺灣為了撲瘧，十三年之間花了一億五千二百四十四萬元，動員了一萬八千多人員，使用了DDT二千五百零七公噸。同年11月9日，世衛西太平洋區瘧疾鑑定小組成員公共衛生專家法立德、平托、波狄里昂及周欽賢教授，抵達臺灣檢查瘧疾是否根除。
1965年12月2日，世衛西太平洋區域署長方頤積及總署副署長席格爾來臺灣，代表世衛頒發瘧疾根除證書，臺灣成為亞洲第一個瘧疾根絕地區。

### 世衛延攬
1966年，莊徵華等十二人被世界衛生組織延攬為顧問，以團長身分帶領各專家協助其他落後地區，到中南美洲八國推行瘧疾防治。像是成員謝獻臣至非洲即停留九年，為臺灣派駐非洲的農耕隊驅蟲。
莊徵華擔任世界衛生組織防疫醫師時，才知道他體內驗出四種登革熱的帶原。1978年，轉赴沙烏地阿拉伯。沙烏地阿拉伯的瘧蚊根絕方法必須趁夏天枯水期，在出海口灑藥、撲殺，為了方便捕捉，他繼續以肉身誘捕，曾經兩小時內就誘捕了兩百隻。
1986年7月，莊徵華滿六十歲從世衛退休。

### 接掌處長
1986年莊徵華回臺灣時，時任衛生署署長施純仁邀他接掌防疫處長的工作。在五年任期內又推展B型肝炎防治計畫及愛滋病防治、三麻一風（小兒麻痺症、麻疹、先天性德國麻疹症候群、新生兒破傷風 ）疫苗注射工作。由於個性原因，使他成為衛署一級主管內最常受到張博雅當眾責備的人，雖然同僚、部屬常為他不平，他卻始終保持風度，從未將怒氣轉發在部屬身上，也因此更贏得同事的好感。

### 退休生活
莊徵華六十五歲任滿時離職，又出任愛滋病防疫協會理事長推廣衛教。1999年5月1日，他獲頒醫療奉獻獎特殊貢獻獎時，感想是回憶過往歷程，仍覺身處夢中，並強調事有好的長官和同事，以及全國三百六十個鄉鎮中盡職的衛生工作人員，才能撲滅瘧疾。
2001年10月19日，臺灣醫界聯盟基金會、國家衛生研究院、衛生署疾病管制局邀請已定居美國的前瘧疾研究所長梁琪回國，與防瘧專家連日清、前防疫處長莊徵華、前瘧疾研究所研究員林和木等人座談當年臺灣撲滅瘧蚊的歷史。
莊徵華退休後在家鄉種蘭花度過餘生，2008年去世。